# Colletes tardus
Colletes tardus är en biart som beskrevs av Noskiewicz 1936. Colletes tardus ingår i släktet sidenbin, och familjen korttungebin. Inga underarter finns listade i Catalogue of Life.